# Comuna Leonivka, Kaharlîk
Leonivka (în ucraineană Леонівка) este o comună în raionul Kaharlîk, regiunea Kiev, Ucraina, formată din satele Antonivka și Leonivka (reședința).

## Demografie
Componența lingvistică a comunei Leonivka
     Ucraineană (98,04%)
     Rusă (1,76%)
Conform recensământului din 2001, majoritatea populației comunei Leonivka era vorbitoare de ucraineană (98,04%), existând în minoritate și vorbitori de rusă (1,76%).